# 汪爱群
汪爱群（1954年—），湖北浠水人，汉族，中华人民共和国政治人物、第十一届全国人民代表大会湖北地区代表。
毕业于中央党校经济管理专业，是中共党员。担任武汉中百集团股份有限公司董事长。2008年起担任全国人大代表。
2020年4月，因严重违纪违法，被开除党籍、移送法办。